# 霍洛島
霍洛島（也稱爲和樂島）是菲律賓西南部的火山島及蘇祿群島的一部分，位於婆羅洲和棉蘭老島之間，面積869平方公里，島上最高點811米，人口約500,000。該島經常發生恐怖襲擊，2005年2月，島上的戰鬥加劇，4,000至5,000名菲軍與約800名阿布沙耶夫伊斯蘭武裝分子發生衝突，超過12,000人逃離家園；2019年1月27日，霍洛島的迦密山聖母大教堂被恐怖分子炸毀。